# 가오창구
가오창구(위구르어: قاراھوجا Qarahoja, 중국어: 高昌区, 병음: Gāochāng Qū)는 신장 위구르 자치구 투루판 시의 시할구이다.
이전 명칭은 투루판 시(현급시)였으나, 2015년 투루판 지구가 투루판 시(지급시)로 승격하면서 가오창구로 개편되었다.
투르판 분지의 중앙에 있으며, 면적은 1만 3690 km2이다. 인구는 27만 명(2007년)이고 실크로드의 중심지로 번창했다. 현재는 관광지이다.

## 역사
전한 대에 차사국의 하나인 차사전국이 있었다. 그 왕성은 교하성(야르호토)이라고 불리었다. 이 성 아래에는 강이 흐르고 있었기 때문에 교하성이라고 불렀다. 그 당시 인구가 6500 정도 있었다.(당시의 수도 장안의 인구가 24만 정도) 이 교하는 현재 투르판 시내에서 서쪽으로 10 Km 정도 떨어진 곳에 유적이 있다. 당시 한나라는 현재의 투르판 시내에서 동쪽에 45 km 떨어진 곳에 고창성(카라호자)를 쌓고 둔전을 실시하고 있었다.
그 후, 중국에서 전란을 피해 고창으로 이주하는 사람이 많아졌고, 북량의 왕족 저거씨가 차사국을 멸하고, 450년에 고창국을 세운다. 이 고창국은 유연의 압력으로 멸망하였고, 그 다음은 북방민족(유연·고차·돌궐)의 영향 하의 원(元), 감(闞), 장(張), 마(馬)의 네 성씨가 왕이 되어, 498년에 국가를 세우고 고창왕이 되어, 640년에 당나라에 멸망될 때까지 계속된다.
고창을 정복한 당나라는 이 땅에 안서도호부를 두고, 서역 경영의 거점으로 삼았다. 당의 국력이 이 지방에까지 미치지 못하는 9세기에 텐산 위구르 왕국의 지배하에 들어가 하도가 되었다.
몽골 제국의 정복 후에는 차가타이 한국에 예속되었고, 분열 후는 동차가타이 한국에 예속되었다.
투르판이라는 이름은 명대부터 알려지기 시작했고, 그 의미는 위구르어로 "움푹 들어간 땅"을 의미한다. 서역번국지(西域番国志)에 의하면 15세기 초 명나라 영락제의 명을 받은 진성(陳誠)이 이 땅을 방문하여 토이번(土爾番)이라 기록하였다.
청나라 때에는 중가르 칸국과 쟁탈전을 벌여 청나라가 승리하여 이 땅을 지배하였다. 제1차 세계대전 이후 영국의 스튜디오 탐험대나 일본의 오타니 탐험대가 이 땅에 들어와 출토품을 가지고 돌아갔다.

## 지리

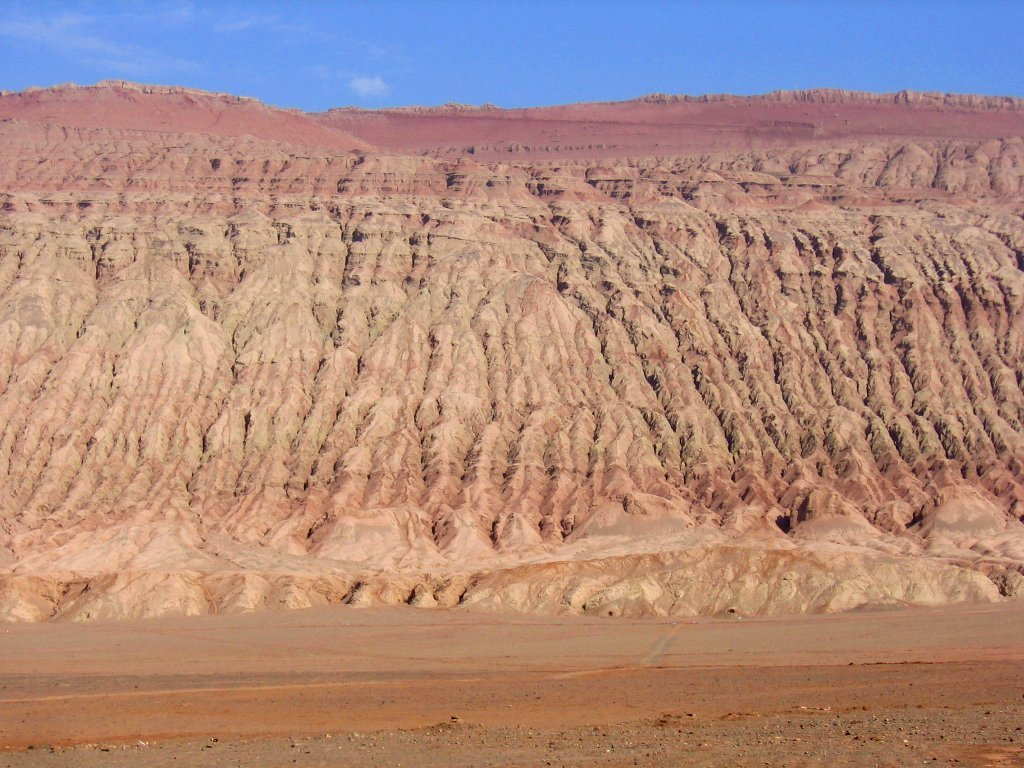
서유기에도 등장하는 화염산(火焰山)

투르판은 신장 웨이우얼 자치구의 성도인 우루무치에서 남동쪽으로 150킬로미터 떨어져 있다. 이 곳의 해발고도는 18~106m 정도이다. 가장 낮은 곳은 해수면보다도 낮은 -154m일 정도로 이스라엘의 사해 다음으로 낮은 지형을 나타낸다.
투르판의 기후는 여름은 매우 덥고, 겨울에는 매우 추운 거친 대륙성 건조기후이다. 연평균 강수량은 겨우 16mm에 지나지 않는다. 연평균 기온은 13.9°C이다. 7월은 1년중 가장 더운 시기이며, 최저 평균 섭씨 평균 25°C, 최고 39°C를 나타내며, 가장 추운 1월은 평균 최고 -4°C, 최저 -16°C를 나타낸다. 또한, 이곳 투루판은 중국에서 가장 높은 기온 기록을 보유하고 있다. 특히 화염산은 지열이 섭씨 70°C까지 올라가는 지역이라 서유기에도 불타는 산으로 등장해 손오공이 파초선으로 불을 끈 곳이다.
하지만 이런 뜨겁고 건조한 기후 속에서도 고대로부터 개발된 수로(카레즈)를 이용하여 높은 품질의 포도와 같은 과일을 재배할 수 있다. 1년에 내리는 20mm의 강수량은 내리기도 전에 증발되어 버려서 지하 수로를 이용한 카레즈(Karez, 칸얼징,坎爾井)의 개발은 생존의 필수조건 이었다.
고온 건조한 이곳 투르판에서의 과일은 당도가 무척이나 높아서 맛있다. 특히 투르판을 대표하는 과일은 포도로 당나라 시대에도 투루판의 포도주와 건포도가 장안까지 판매되었다.

## 경제
관광 이외에는 농업이 주요 산업이며, 포도, 면화, 하미과 등이 특산품이다. 사막 지대에 물을 대는 관계 수로 시스템이 특징적이다. 그 수원은 톈산산맥의 눈 녹은 물로 산기슭으로부터 20~30m의 간격으로 우물을 파서 연결하여 그 바닥을 연결하여 수로로 만든 것이다. 11 세기 경에 이슬람 지역에도 전해져 카레즈로 불린다.

## 볼거리

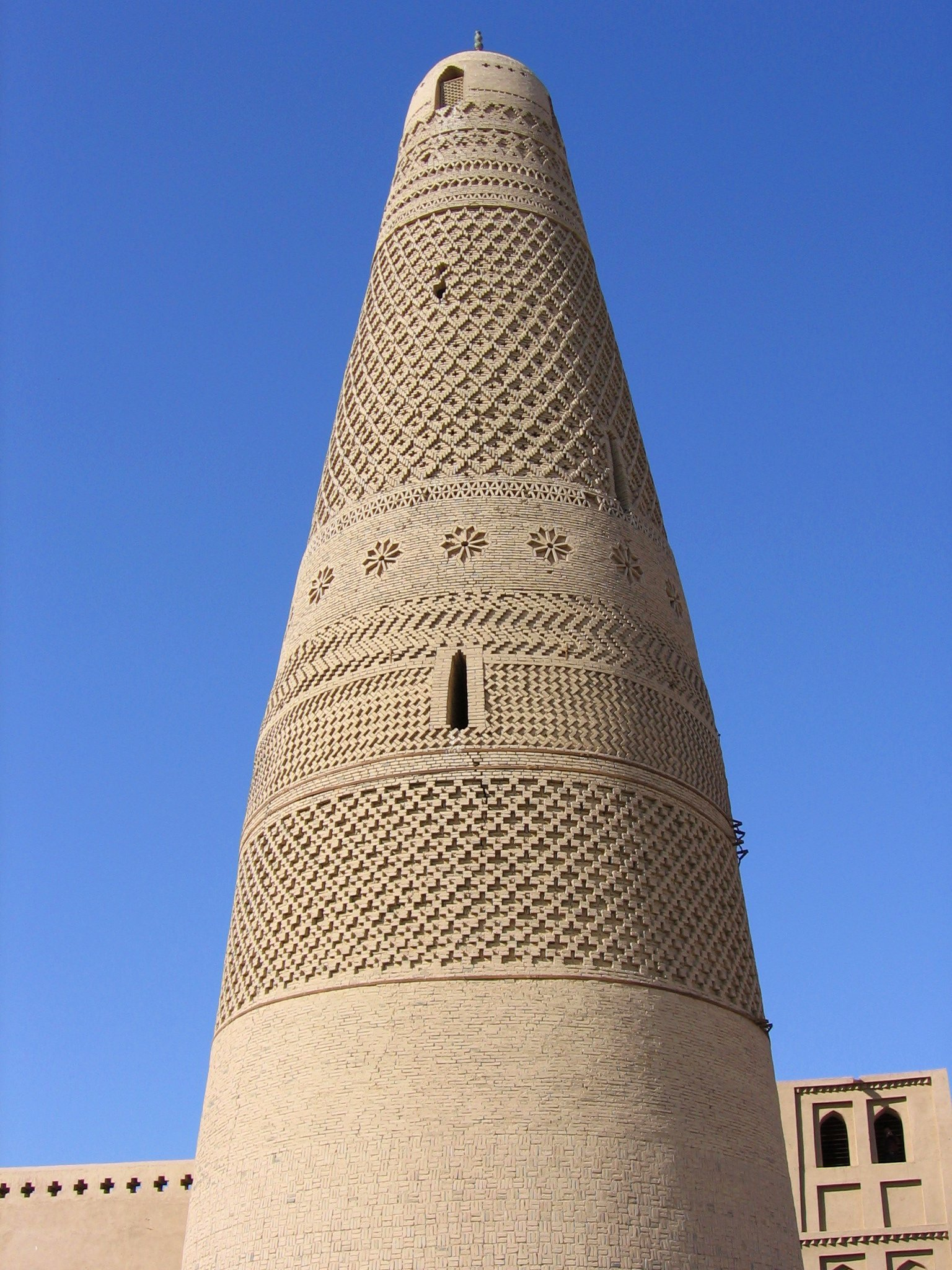
소공탑(에민 미나렛)

투르판은 한족의 영향이 가장 적은 지역 중의 하나로, 위구르족의 비율이 70%에 이른다. 그만큼 민족색이 뚜렷하고 많이 남아 볼거리를 제공한다. 한나라 시대부터 당나라 시대의 유적인 고창고성과 교하고성, 아스타나 고분군이 있고, 서유기의 전설이 남아 있는 화염산과 5세기 이후부터 9세기까지의 불화를 볼 수 있는 막고굴과 비슷한 형태의 베제클리크 천불동은 그 신비를 더한다. 또한 청나라 건륭제 때 만들어진 소공탑은 실크로드 건축물 중 가장 인상적인 건축물 중의 하나이다.
- 가오창 (고창고성, 高昌故城)
- 교하고성(交河故城)
- 포도구(葡萄溝)
- 화염산(火焰山)
- 베제클리크 천불동(柏孜克里克 千佛洞, Bezeklik Grottos)
- 아스타나 고분군
- 소공탑(蘇公塔)
- 카레즈(Karez, 칸얼징,坎爾井)

## 주민
2000년 인구 조사에 따르면 투르판의 인구는 251,652명이었고 인구밀도는 15.99명/km2이었다.
| 민족     | 주민    | 분포   |
| -------- | ------- | ------ |
| 위구르족 | 177.106 | 70.38% |
| 한족     | 55.238  | 21.95% |
| 후이족   | 18.482  | 7.34%  |
| 투자족   | 182     | 0.07%  |
| 만주족   | 132     | 0.05%  |
| 투족     | 98      | 0.04%  |
| 몽골족   | 77      | 0.03%  |
| 티베트족 | 70      | 0.03%  |
| 카자흐족 | 56      | 0.02%  |
| 먀오족   | 45      | 0.02%  |
| 러시아인 | 33      | 0.01%  |
| 좡족     | 31      | 0.01%  |
| 둥샹족   | 30      | 0.01%  |
| 기타     | 72      | 0.03%  |

## 행정 구역
2개 가도, 2개 진, 7개 향을 관할한다.
- 가도: 老城路街道, 高昌路街道.
- 진: 七泉湖镇, 大河沿镇.
- 향: 亚尔乡, 艾丁湖乡, 葡萄乡, 恰特卡勒乡, 二堡乡, 아스타나향(三堡乡), 胜金乡.

## 같이 보기
- 투르판 지구
- 투르판 분지
- 가오창
- 실크로드